# فينا موراليس
شارون غارسيا ماغدايو (من مواليد 17 أكتوبر 1975) ، والمعروفة باسمها المرحلة فينا موراليس، هي مغنية وممثلة فلبينية.

## حياتها الشخصية
موراليس هي أخت الممثلة والراقصة شينا ماغدايا. لديها ابنة تدعى سينا ولدت في عام 2009.

## روابط خارجية
- فينا موراليس على موقع IMDb (الإنجليزية)
- فينا موراليس على موقع ميوزك برينز (الإنجليزية)
- فينا موراليس على موقع أول موفي (الإنجليزية)
- فينا موراليس على موقع ديسكوغز (الإنجليزية)
- فينا موراليس على موقع قاعدة بيانات الفيلم (الإنجليزية)